# اندیس حوض رئیس ۲
حوض رئیس ۲ یک اندیس فلزی است که در حوالی شهر جنوب سه چنگی استان خراسان قرار دارد و مادهٔ معدنی موجود در آن، مس است.  